# Siegfried Funk
Siegfried „Siggi“ Funk (* 23. Juli 1944; † 16. Juli 2007 in Augsburg) war ein deutscher Kampfrichter und Sportfunktionär.
Siegfried Funk war hauptberuflich Diplom-Ingenieur der Elektrotechnik und darüber hinaus seit 1988 als Kampfrichter-Verantwortlicher des Deutschen Turner-Bundes (DTB) tätig. Er war das deutsche Mitglied im Technischen Komitee des Weltturnverbandes Fédération Internationale de Gymnastique, seit 2004 dessen Sekretär. Er war damit der höchste Kampfrichter im deutschen Turnsport. Funk war, zusammen mit seiner Ehefrau Inge, über Jahrzehnte als Kampfrichter auf nationaler und internationaler Ebene tätig. Er starb nach langer, schwerer Krankheit.